# Puan (Buenos Aires)
Pour les articles homonymes, voir Puan.
Puan est une localité argentine située dans le partido homonyme, dans la province de Buenos Aires.

## Toponymie
L'origine toponymique exacte de Puan est un sujet très controversé qui a donné lieu à de grandes polémiques. La vérité est qu'il existe plus de 20 versions de sa signification, et qu'il n'existe aucune documentation fiable permettant de trancher sans équivoque pour l'une d'entre elles. Certaines versions courantes sont :
- Les fantômes : On pourrait la considérer comme « la version officielle », puisqu'une plaque dans le palais municipal la donne pour vraie. Il viendrait des voix mapuche pu, qui indique la pluralité, et am, qui signifie quelque chose comme « âme des morts ».
- Deux pompiers : Plusieurs érudits de Puanense ont favorisé cette version, affirmant qu'elle leur a été transmise par les anciens habitants originaux. Il viendrait des voix mapuches epu, deux, et anu, quelque chose sur lequel s'asseoir. Ces voix se référaient aux deux collines, qui étaient idéales pour « pomper », c'est-à-dire « regarder ». Il a donc été interprété comme « deux pompiers ».
- Il aurait pu être « Pualn », et était le surnom d'un chef de la nation Mapuche dans la région vers 1820.
- Laguna de Epu Antu, ou « des deux soleils ».

## Démographie
La localité compte 4 743 habitants (Indec, 2010), ce qui représente un déclin de 0,17 % par rapport au précédent recensement qui comptait 4 735 habitants en 2001. Entre 2010 et 2018, selon les données provinciales, la population du partido a diminué de 4,08 %.

## Religion
| Diocèse  | Bahía Blanca          |
| -------- | --------------------- |
| Paroisse | Inmaculada Concepción |